# Eccidio di Malga Zonta
L'eccidio di Malga Zonta fu un strage nazista compiuta il 12 agosto 1944, a Malga Zonta, in provincia di Trento, nella quale, dopo uno scontro a fuoco tra tedeschi e partigiani, furono fucilate 18 persone, di cui 15 partigiani e tre malgari.

## Storia
Nella notte del 12 agosto 1944 le truppe tedesche, tra queste l'Einsatzkommando Bürger, supportate dalla 5ª Compagnia del Corpo di sicurezza trentino, iniziarono l'"Operazione Belvedere" consistente in un rastrellamento nella zona di Folgaria e di Passo Coe al fine di liberare quelle zone dai partigiani rendendo così agevoli le comunicazioni fra il Veneto ed il Trentino. I soldati tedeschi giunsero sul luogo di malga Zonta verso le 2:30, dove alcuni partigiani vicentini si erano incautamente rifugiati per passare la notte, perché pioveva. Si trattava di uomini del gruppo di Luigi Faccin "Negro" che, in dissenso dal gruppo di Ferruccio Manea "Tar", cercavano una nuova zona ove operare. Si erano fermati tra Malga Zonta e Malga Piovernetta in attesa di un lancio alleato.
Circondata la malga, i tedeschi entrarono nell'edificio ma vennero accolti dal fuoco dei partigiani che si trovavano al primo piano. Un sottufficiale tedesco restò ucciso nelle scale ed altri due (5 secondo altre fonti) persero la vita nella sparatoria.
Esaurite le munizioni da parte dei partigiani, le truppe germaniche ebbero la meglio e alle ore 8:30 fucilarono 18 persone (15 partigiani e 3 civili). Un sottufficiale tedesco (Karl Willmann di sentimenti antinazisti) scattò tre foto dei prigionieri allineati a ridosso del muro della porcilaia prima della fucilazione. Nell'immediato dopoguerra le inviò ad Annetta Rech di Morganti/Folgaria che aveva conosciuto in quel periodo. Le foto ritraggono anche coloro che successivamente vennero esclusi dalla fucilazione.
Tra i rastrellati vi erano anche parecchi malgari estranei alle attività belliche.  Sei di questi erano stati rastrellati dalla vicina malga Piovernetta (Bruno Fabrello, Dino dal Maso, Gildo De Pretto, Domenico Fabrello ed Angelo Losco). Uno di questi, che avendo lavorato in Germania conosceva qualche parola di tedesco, all'ultimo momento gridò al comandante tedesco di guardare i loro pantaloni, sporchi di stallatico. L'ufficiale capì e fece allontanare quasi tutti i malgari, tranne tre, tra i quali il giovanissimo Dino Dal Maso che, secondo quanto riportarono i sopravvissuti, disdegnava portare abiti sporchi.
I 18 corpi vennero provvisoriamente sepolti, da Bruno Fabrello, in un vicino avvallamento dovuto ad una cannonata durante la prima guerra mondiale.
L'episodio è testimoniato dai malgari sopravvissuti e dalle due fotografie prese da angolazioni diverse. Dalle foto fu possibile per i familiari identificare i fucilati. Di Bruno Viola "Marinaio" invece, nonostante la riesumazione effettuata a fine maggio 1945, i familiari non riconobbero il corpo. Anzi precisarono di essere stati informati della riesumazione dei resti, solo otto giorni dopo la loro definitiva sepoltura. Inoltre si dissero sicuri che Bruno Viola non avesse nessun dente d'oro (particolare tramite il quale la salma fu ufficialmente riconosciuta). Ricerche anagrafiche presso il registro parrocchiale di Caldogno portarono alla luce anche il fatto che il decesso risulta essere stato registrato come avvenuto il 6 Agosto 1944.
Anche la questione della lapide, come in altri casi simili, ha dato adito a polemiche. La prima posta sul piccolo monumento eretto nel 1946 portava solo i nomi dei partigiani non senza alcuni errori e tralasciando totalmente i tre malgari fucilati. Negli anni sessanta l'area fu utilizzata per l'installazione della Base Tuono della NATO e l'edificio della malga fu quindi ricostruito più a valle. In tale occasione, nel 1962, fu murata una seconda lapide nella quale risultavano incisi i nomi dei 15 partigiani e separatamente quelli dei 3 malgari. Questo alimentò nuove polemiche culminate nel 1981 con un atto di vandalismo. Così nell'agosto 1981 le amministrazioni comunali di Folgaria e dei comuni di provenienza delle vittime decisero per la sistemazione della lapide in bronzo con i nomi delle vittime elencati in ordine alfabetico senza alcuna distinzione, salvo il caso di Bruno Viola citato per primo in quanto decorato di medaglia d'oro.

## Controversie
L'episodio è stato fin dai primi anni del dopoguerra assunto a simbolo della Resistenza. Ad ogni anniversario vengono organizzate celebrazioni religiose e soprattutto politiche che attraggono personalità e gente comune. 
Restano tuttavia molti aspetti ancora non chiariti. A titolo di esempio: L'errore tattico di raggruppare tutti i partigiani nell'unico fabbricato; Il non avere disposto opportune sentinelle; Non essere stati informati dell'inizio del grande rastrellamento (operazione "Belvedere") iniziato dai nazi-fascisti. 
Non mancano neppure alcuni misteri: chi era il partigiano "Griso", il cui nome è tuttora sconosciuto, che se ne andò dalla malga poche ore prima portandosi dietro i due cani?
Dal punto di vista politico, molte polemiche sono divampate nel corso degli anni. L'ex comandante partigiano Gianni Marostegan "Gimmi", che all'epoca del fatto si trovava nella vicina Malga Melegna, ha dichiarato che il gruppo era formato da renitenti alla leva scappati dalla pianura, da sbandati (Dalla Fontana e "Griso"), e che l'unico combattente partigiano era Bruno Viola. 
Tra i sopravvissuti, Bruno Fabrello (17nne da Arsiero) e Bruno Plotegher, mai ascoltati dalle autorità né dai ricercatori storici, hanno dichiarato pochi anni prima della loro scomparsa la loro testimonianza ai giornalisti de L'Adige e dell'Associazione "La Torre" di Volano (TN). Sono state quindi rese note alcune circostanze mai prima venute alla luce, come quella che gli esclusi dalla fucilazione furono più di una decina e che alcuni provenivano da un'altra malga. Il Fabrello nonostante dopo l'eccidio fosse stato deportato in Germania tornando in condizioni fisiche critiche, non venne mai invitato alle celebrazioni. 
I tre civili fucilati, lavoratori malgari all'epoca dei fatti, furono d'ufficio dichiarati partigiani (della Bgt. "Pasubio" - divis. Garemi) dalla Commissione Triveneta che esaminò il caso nel primo dopoguerra. È ipotizzabile che lo scopo sia stato quello di fare risarcire le famiglie. Tuttavia resta da spiegare l'errore su Losco Angelo che nella documentazione della Commissione risulta essere nato il 25/12/1929 (quindi avere poco più di 14 anni), mentre in realtà era nato il 25/10/1892.

## Partigiani fucilati
- Barbieri Marcello "Elica" (17 anni)
- Cocco Antonio (32)
- Cortiana Romeo "Roma" (19)
- Dalla Fontana Ferdinando "Soli" (20)

- Dal Medico Angelo (20 anni)
- De Vicari Giocondo "Baldo" (17)
- Fortuna Bortolo
- Gasparoni Gelsomino (19)

- Marcante Giuseppe (18 anni)
- Marchet Eupremio (22)
- Scortegagna Mario (19)
- Tessaro Giobatta "Zampa" (19)

- Maistrello Angelo (22 anni)
- Viola Bruno, "Marinaio" (19) Medaglia d'Oro al valor militare[10][2]
- Zordan Domenico (23)

Fonte:

## Civili fucilati
- Dal Maso Dino (non ancora 18nne)
- De Pretto Gildo (23 anni)
- Losco Angelo (52 anni)

Fonte: